# 카우프만-부헤러-노이만 실험

그림 1. 전자의 속도에 따른 전하 대 질량의 비값을 구하기 위한 발터 카우프만의 실험. 진공 장치의 하부에 있는 라듐으로부터 다양한 에너지의 베타 입자가 방출된다. 평행하는 전기장E, 자기장B 와 바늘구멍이 결합하여 특정한 방향 및 속도의 전자만 상부의 사진건판에 도달한다. (a)장치의 전면부 그림에서는 베타입자가 하전된 축전기판에 의하여 등가속운동하는 것을 보여준다.(b)장치의 측면부 그림에서는 자기장 B와 수직인 면에서 원 운동하는 베타 입자를 보여준다. (c)사진건판에 기록된 입자의 흔적을 분석하여 서로 다른 이론적 가정하에서 속도에 따른 전하와 질량의 비값을 계산한다.

카우프만-부헤러-노이만 실험(Kaufmann-Bucherer-Neumann Experiment)에서는 물체의 관성 질량(또는 운동량)이 물체의 속도에 의존한다는 점을 확인하였다. 여러 명의 물리학자에 의하여 1901년부터 1915년까지 연속하여 이루어진 실험의 역사적 중요성은 실험결과가 특수 상대성 이론의 예측을 시험하는데 사용되기 때문이다. 이 기간에 이루어진 여러 실험에서 정확도와 데이터 분석의 발전 과정과 이로 인하여 이론물리학에 미친 영향은 현재에도 여전히 역사가들의 주제인데, 이는 초기의 실험결과는 당시에 새롭게 발표된 아인슈타인의 이론과 모순되었으나, 그 후의 실험에서는 이론과 일치하였기 때문이다. 이와 같은 종류의 현대적 실험으로는, 상대론적 에너지와 운동량 시험을 참조하고 일반적인 내용은 특수 상대성 이론의 시험을 참조.

## 같이 보기
- 특수상대론의 역사